# Top Gun: Guts & Glory
Top Gun: Guts & Glory (příp. Top Gun: Guts and Glory) je videoherní simulátor stíhacího letadla, která byla vytvořena pro herní platformu Nintendo Game Boy a vydána v roce 1993.

## Hratelnost
Tato videohra byla založená na filmu Top Gun s Tomem Cruisem, ale její vývojáři měli „volnou" ruku. Základem hry bylo ovládání moderní proudové stíhačky US Air Force v deseti herních úrovní, hráči museli sestřelovat nepřátelské stíhačky, ale ne letadlové lodě. Výběr letadel byl: F-14 Tomcat, F-117A Nighthawk, F-16 Fighting Falcon a sovětský MiG-29 Fulcrum. Hráč si mohl vybrat z několika herních variant: postupová hra v deseti úrovních, rychlý letecký souboj, bombardovací mise.
Původní hra pro Game Boy měla omezení, že hráč mohl v boji vidět jen dvě nepřátelská letadla zároveň.

## Kritika
Časopis Power Unlimited dal této videohře 4 body z 10, zatímco časopis Joypad hru ocenila jen 25 %.